# Jurków (powiat limanowski)
Jurków – wieś w Polsce, położona w województwie małopolskim, w powiecie limanowskim, w gminie Dobra.
W latach 1954–1972 wieś należała i była siedzibą władz gromady Jurków. W latach 1975–1998 miejscowość należała administracyjnie do województwa nowosądeckiego.

## Geografia
Jurków położony jest w północno-zachodniej części powiatu limanowskiego w województwie małopolskim.
Znajdująca się w Beskidzie Wyspowym miejscowość ma atrakcyjne dla turystów i letników położenie pomiędzy najwyższymi jego szczytami: Mogielicą, Łopieniem i Ćwilinem. Przez wieś przepływa potok Jurkówka. Jurków zajmuje dno doliny oraz dolne, łagodne i równinne stoki. Zabudowania położone są na wysokości ok. 490–570 m n.p.m.
Rzeźba okolicznego terenu ma charakter górzysty. Znajdują się tu średnie góry, przecinane wąskimi dolinami potoków.

## Integralne części wsi
| części wsi | Czerniki, Do Maludego, Folwark, Gdowicze, Judy, Krawce, Kuligi, Parużniki, Potok, Pólkówka, Rubisie, Siciarze, Słuchany, Szerszenie, Szlagi, Śliwówka, Trzopki, Urbasie, Wróblówka, Zawady |

## Historia
Pierwsze wzmianki o Jurkowie pochodzą z 1364 roku, w dokumencie erygującym parafię w Dobrej. Wspomniana jest tam również wieś Jurze – obecny Jurków. Wieś w tych czasach była częścią tzw. klucza dobrzańskiego, będącego własnością rodu Lubomirskich. Następnie zarząd nad Jurkowem przechodził kolejno w ręce rodów: Ratołdów, Błędowskich, Pieniążków, Lubomirskich i Małachowskich.
W XIX wieku Jurków, podobnie jak cała okolica, znacznie ucierpiał na skutek rabunkowego wycinania lasów dla celów przemysłowych.

## Zabytki
Obiekt wpisany do rejestru zabytków nieruchomych województwa małopolskiego.
- Kościół parafialny pw. MB Nieustającej Pomocy.

## Rolnictwo
Jurków ma typowo rolniczy charakter. Większość jego obszaru zajmują łąki, na których hodowane jest bydło mleczne. W uprawach przeważają rośliny zbożowe i pastewne.
Relatywnie duży jest obszar wsi zajęty pod sady, plantację aronii i porzeczki.
Gospodarstwa są niewielkie, a należące do nich grunty znacznie rozdrobnione i oddalone od zabudowań. Większość z nich nie jest samowystarczalna.

## Turystyka
Największą atrakcją Jurkowa jest drewniany kościół pw. Matki Bożej Nieustającej Pomocy z 1913, należący do parafii w Jurkowie, oraz znajdująca się przy nim stara plebania.
Miejscowość stanowi dobrą bazę wypadową do zwiedzenia nie tylko tych pobliskich szczytów, ale również dalszych. Umożliwiają to przechodzące przez miejscowość szlaki turystyki pieszej i rowerowej.
Szlaki turystyczne
 – niebieski z Kasiny Wielkiej przez Śnieżnicę, przełęcz Gruszowiec, Ćwilin, Jurków, Mogielicę do Szczawy.
Szlaki rowerowe
- czerwony – z Jurkowa (4 km), przez przełęcz Rydza-Śmigłego, Łopień (2,5 km) do Dobrej.

W okolicach Jurkowa znajdują się cztery szczyty umożliwiające starty na paralotni. Są to Śnieżnica, Ćwilin, Mogielica oraz Łopień.
Jurków posiada również bazę noclegową: schronisko młodzieżowe czynne przez cały rok i gospodarstwa agroturystyczne. W centrum wsi znajduje się restauracja.

## Religia
W roku 1913 biskup Leon Wałęga podjął decyzję o wyłączeniu obszaru Jurkowa z parafii w Dobrej. Rozpoczęto wówczas budowę świątyni. 10 maja 1925 została erygowana samodzielna parafia.

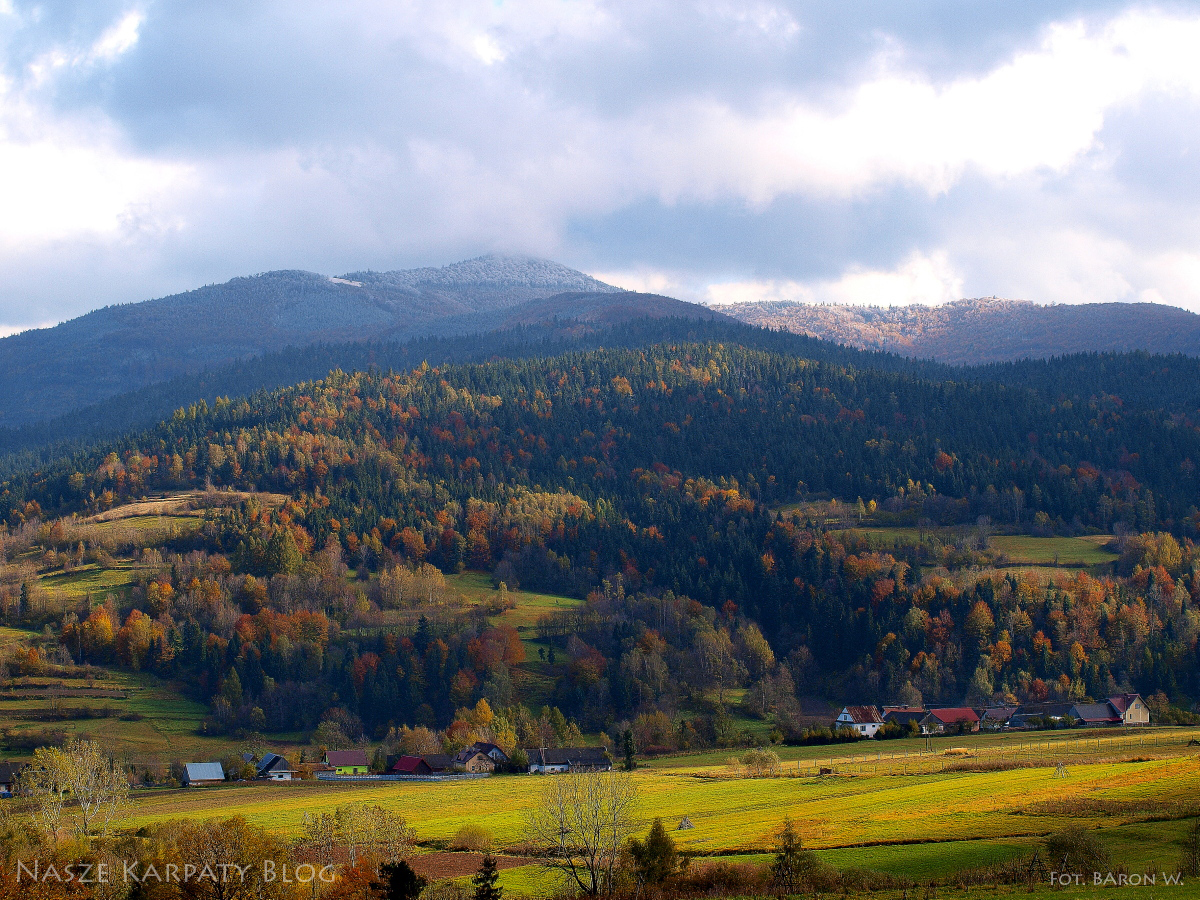
Widok z Jurkowa na Mogielicę
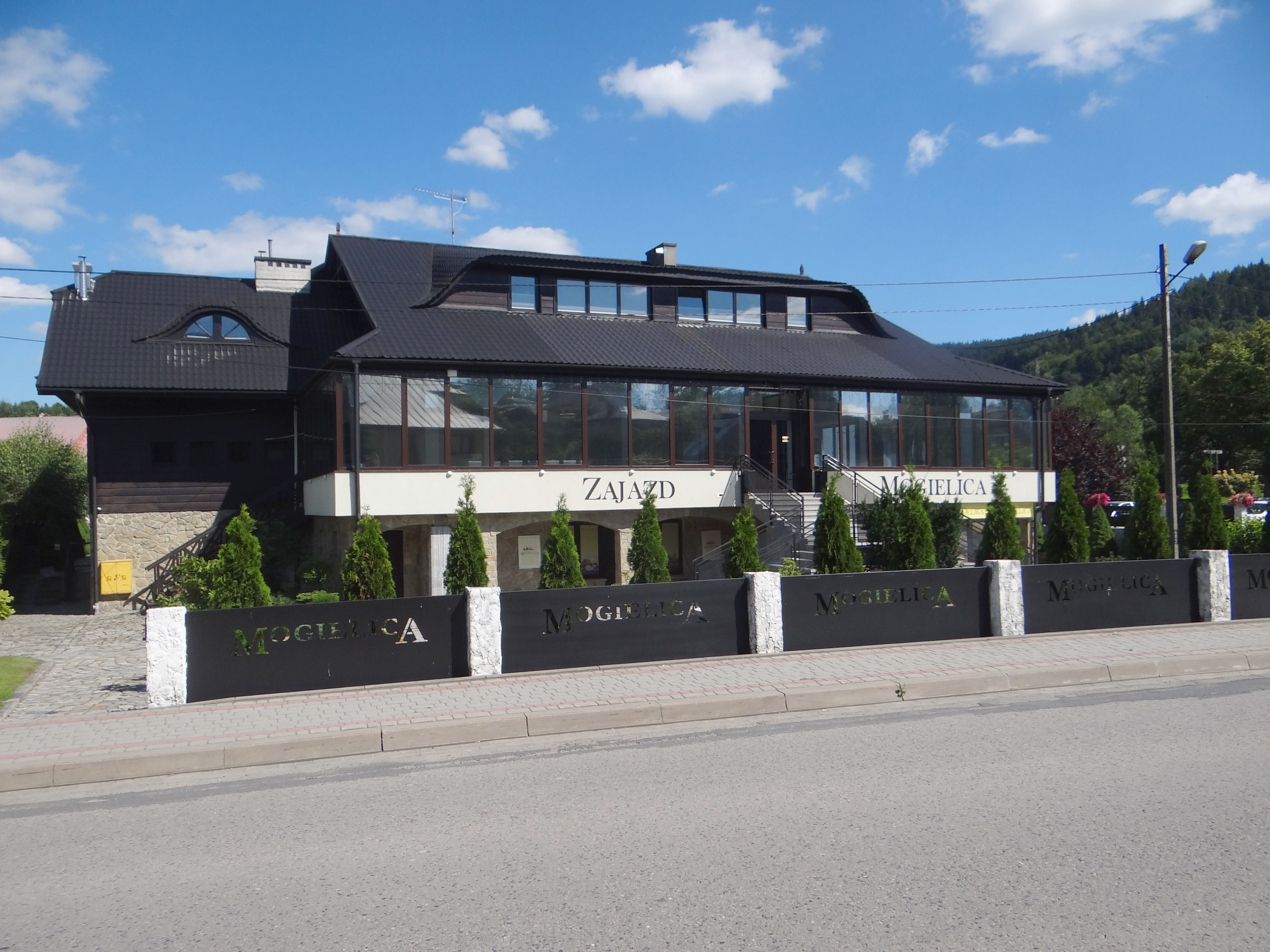
Zajazd Mogielica
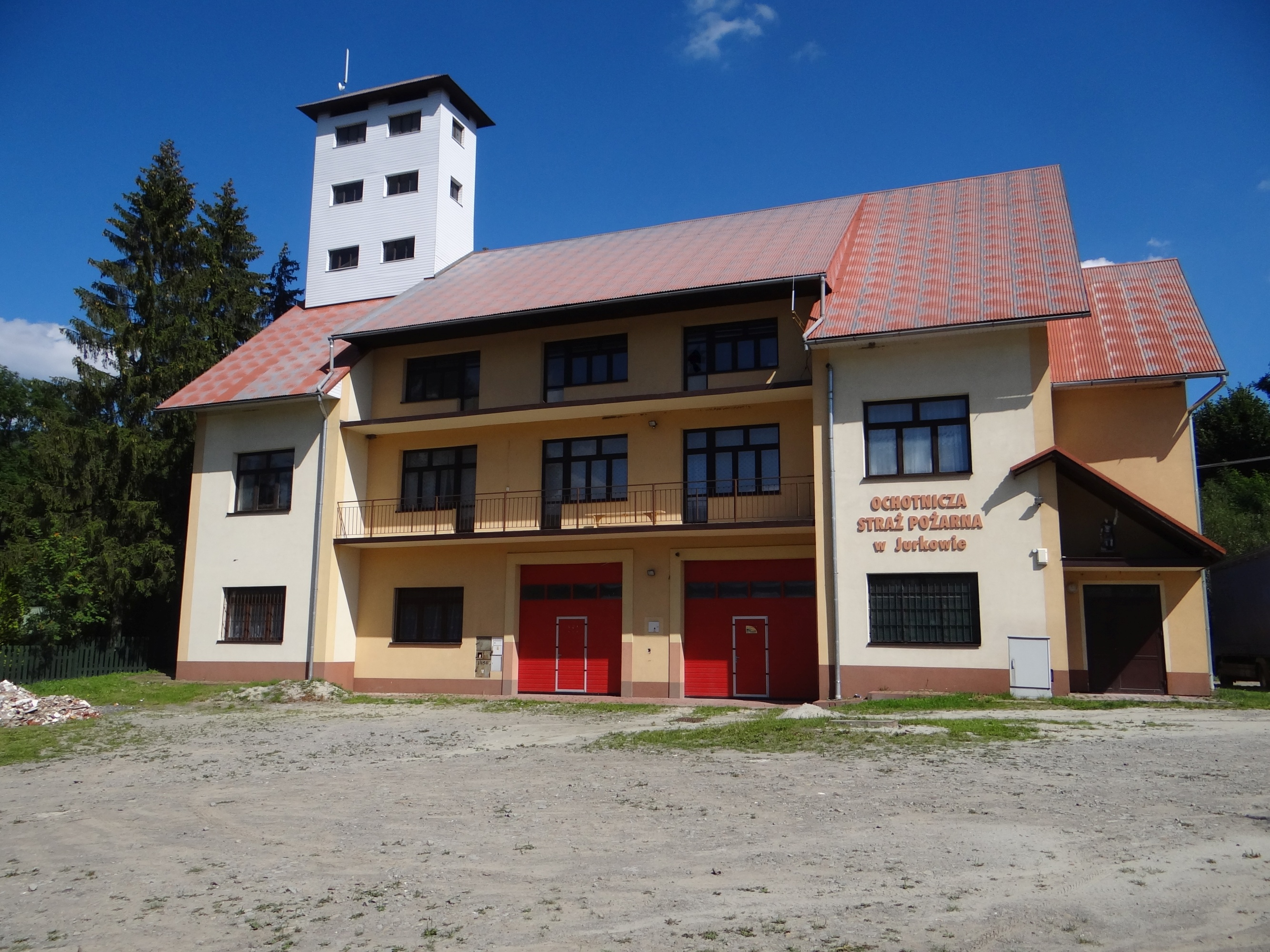
Remiza OSP
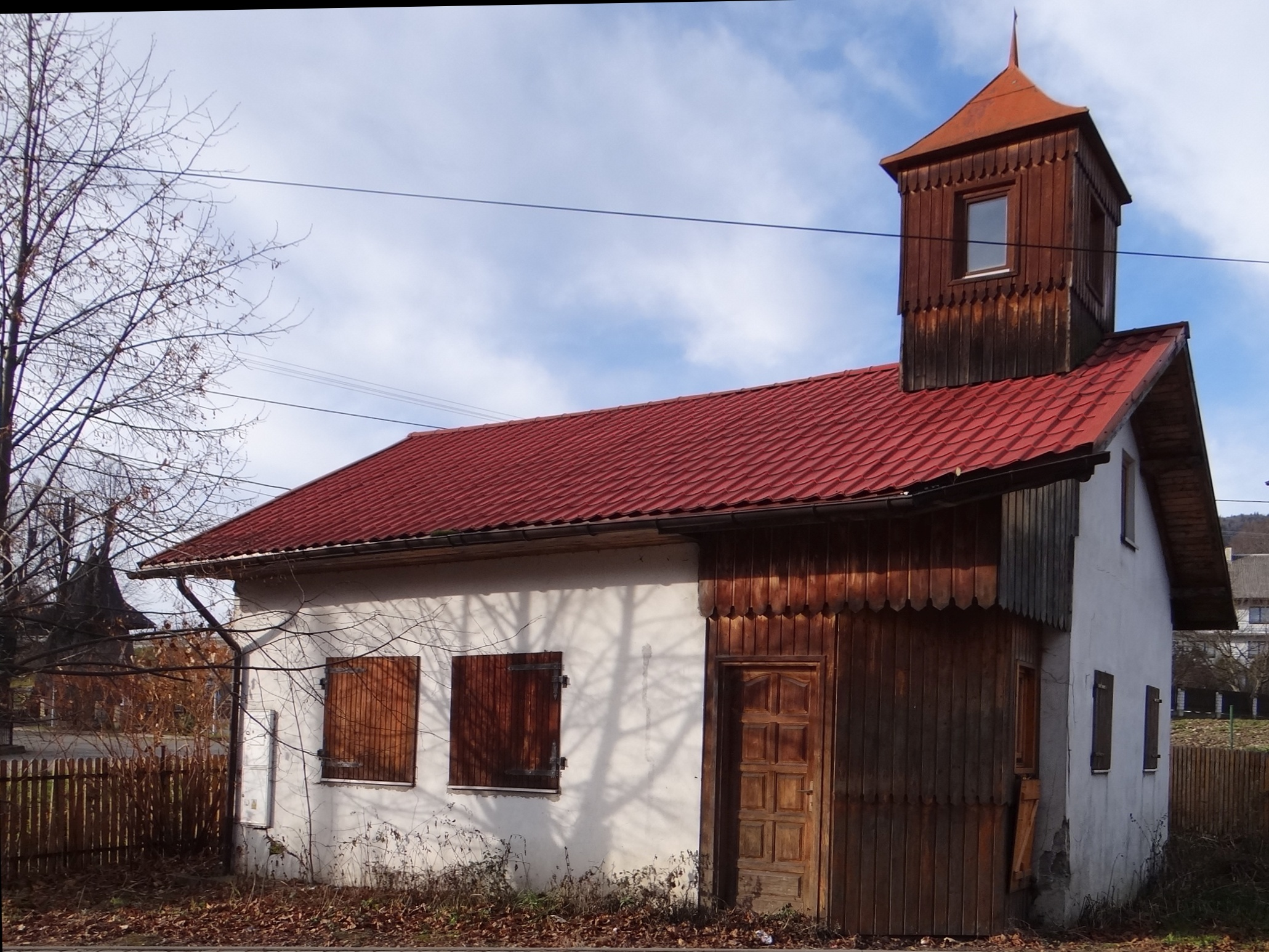
Dawna remiza